# Rodolphe Gilbert
Rodolphe Gilbert (ur. 12 grudnia 1968 w Brou-sur-Chantereine) – francuski tenisista, reprezentant w Pucharze Davisa.

## Kariera tenisowa
Gilbert jako zawodowy tenisista zaczął występować od 1988 roku. Swoją karierę kilkakrotnie przerywał, nie startując od marca 2001 roku do października 2003 roku. Od września 2007 roku do 2010 roku grał w turniejach rozgrywanych we Francji. Ostatni start Gilberta miał miejsce we wrześniu 2012 roku.
Sukcesy Gilbert odnosił głównie w grze podwójnej, wygrywając 2 turnieje rangi ATP World Tour spośród 4 rozegranych finałów.
W lipcu 1993 roku zagrał w meczu ćwierćfinałowym grupy światowej Pucharu Davisa, przeciwko Hindusowi Rameshowi Krishnanowi. Mecz zakończył się porażką Gilberta i ostatecznym triumfem Indii w całej rywalizacji.
W rankingu gry pojedynczej Gilbert najwyżej był na 61. miejscu (21 września 1992), a w klasyfikacji gry podwójnej na 50. pozycji (8 stycznia 1996).

### Finały w turniejach ATP World Tour
| Legenda                                      |
| -------------------------------------------- |
| Wielki Szlem                                 |
| Igrzyska olimpijskie                         |
| Tennis Masters Cup / ATP Finals              |
| ATP Masters Series / ATP Tour Masters 1000   |
| ATP International Series Gold / ATP Tour 500 |
| ATP International Series / ATP Tour 250      |

#### Gra podwójna (2–2)
| Końcowy wynik | Nr | Data             | Turniej      | Nawierzchnia    | Partner                | Przeciwnicy                       | Wynik finału  |
| ------------- | -- | ---------------- | ------------ | --------------- | ---------------------- | --------------------------------- | ------------- |
| Zwycięzca     | 1. | 10 lutego 1991   | Guarujá      | Twarda          | Olivier Delaître       | Shelby Cannon Greg Van Emburgh    | 6:2, 6:4      |
| Finalista     | 1. | 12 lutego 1995   | Marsylia     | Dywanowa (hala) | Jean-Philippe Fleurian | David Adams Andriej Olchowski     | 6:2, 6:4      |
| Zwycięzca     | 2. | 9 kwietnia 1995  | Johannesburg | Twarda          | Guillaume Raoux        | Martin Sinner Joost Winnink       | 6:4, 3:6, 6:3 |
| Finalista     | 2. | 15 września 1996 | Bournemouth  | Ceglana         | Nuno Marques           | Marc-Kevin Goellner Greg Rusedski | 3:6, 6:7      |